# Estação Ferroviária de Monte Abraão
A Estação Ferroviária de Monte Abraão, originalmente denominada de Queluz-Massamá, é uma interface ferroviária da Linha de Sintra, que serve a localidade de Monte Abraão, no município de Sintra, em Portugal. Integra-se na família de serviços da Linha de Sintra, parte da rede de comboios urbanos de Lisboa, operada pela empresa Comboios de Portugal.

## Descrição

### Localização
A estação tem acesso pelo Largo da Paz (lado noroeste), na localidade de Monte Abraão.

### Infraestrutura
Apresentava, em Janeiro de 2011, quatro vias de circulação, com comprimentos entre os 225 e 235 m; as plataformas tinham 210 e 220 m de extensão, e 90 cm de altura.

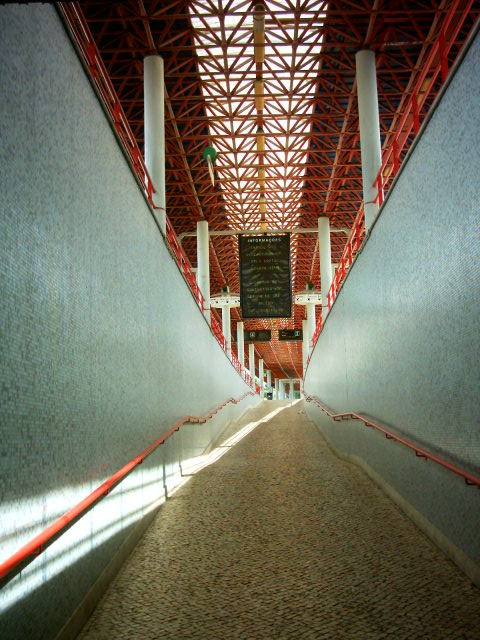
Acesso às plataformas, em 2008.
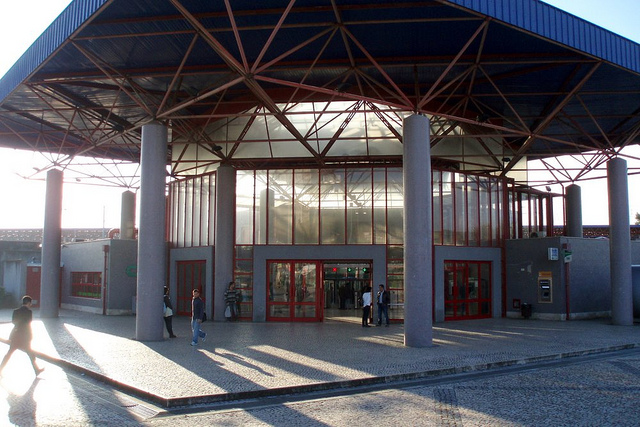
Edifício da estação, em 2010.
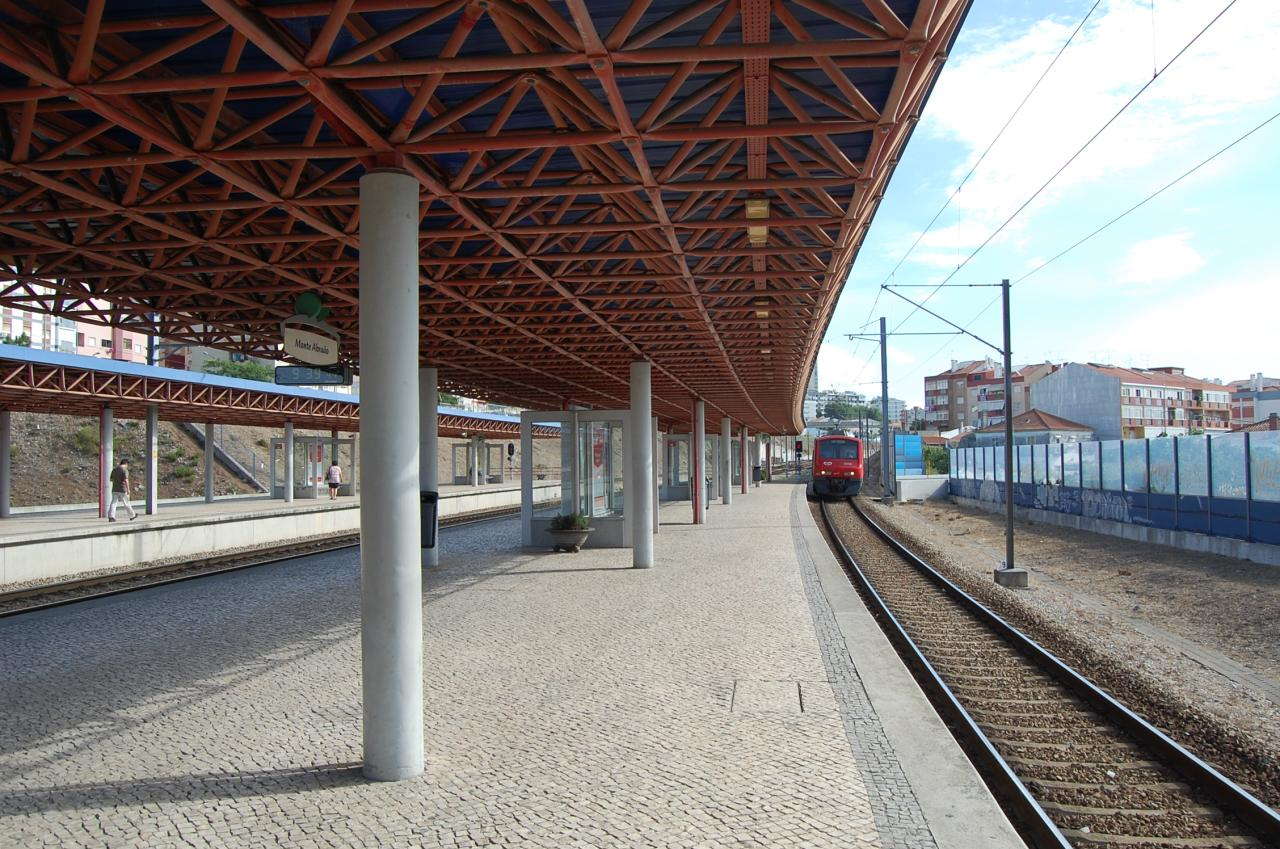
Aspeto das plataformas, 2009.

### Serviços
Esta estação é servida por comboios de passageiros da CP: urbanos (Linha de Sintra).

## História
Esta interface, apesar de inaugurada só em 1995[carece de fontes?], situa-se no troço da Linha de Sintra entre Alcântara-Terra e Sintra, que foi aberta no dia 2 de Abril de 1887. Foi inicialmente denominada Queluz-Massamá, mas o facto desta última localidade ser mais bem servida pela estação à época denominada Tercena-Barcarena, preexistente, levou a uma campanha pela alteração dos nomes das três estações, prometido para finais de 2004 pela Refer, operadora das instalações ferroviárias à época.
| nome anterior     | nome novo         |
| ----------------- | ----------------- |
| Queluz-Massamá    | Monte Abraão      |
| Tercena-Barcarena | Massamá-Barcarena |
| Queluz-Belas      |                   |